# Jean Peltier
Jean Charles Athanase Peltier, född 22 februari 1785, död 27 oktober 1845, var en fransk fysiker och meteorolog.
Peltier började som urmakare och arbetade hos Abraham Louis Breguet i Paris. Ett arv gav honom möjlighet att odelat ägna sig åt studier. Sedan han en tid ägnat sig åt frenologi, övergick han helt till fysik och meteorologi. Mest kända bland hans många arbeten är de inom termoelektriciteten, där han upptäckte och ingående undersökte det fenomen som bär hans namn - Peltiereffekten. Peltier studerade även luftelektriciteten, där han räknas som en av de främsta representanterna inom den äldre skolan.